# أميتامرو الأول
أميتامرو الأول (المعروف من قبل بعض المصادر باسم أميشتامرو الأول أو أميستامرو الأول) كان ملكًا لمدينة أوغاريت السورية القديمة الذي حكم ج. 1350 ق.م.

## فترة الحكم
أول ذكر له هو رسالة محفوظة في أرشيف تل العمارنة، أرسها إلى إما في أواخر عهد أمنحتب الثالث أو في سنوات أخناتون الأولى. تتضمن الرسالة المتضررة وعودًا بالولاء لمصر، ويعتقد أن المناسبة هي التهديدات المتكررة من ملك أرض لا يظهر اسمها على الرسالة، ويعتقد أنها ربما تكون أرض الحثيين بسبب صراعهم الطويل مع المصريين.
وأنا [خادمك] الذي يتضرع [من أجل حياته] إلى الشمس، الملك العظيم، سيدي. ألست أصلي من أجل حياته إلى إلهي بعل سافون ، ومن أجل إطالة عمر سيدي أمام آمون وآلهة مصر التي تحمي روح ... الشمس، الملك العظيم، سيدي..

## خلافته
تولى الحكم بعد وفاته ابنه نقمندو الثاني [الإنجليزية].